# Gmina Perstorp
Gmina Perstorp (szw. Perstorps kommun) – gmina w Szwecji, w regionie Skania, z siedzibą w Perstorpie.
Pod względem zaludnienia Perstorp jest 260. gminą w Szwecji. Zamieszkuje ją 6893 osób, z czego 49,82% to kobiety (3434) i 50,18% to mężczyźni (3459). W gminie zameldowanych jest 357 cudzoziemców. Na każdy kilometr kwadratowy przypada 43,35 mieszkańca. Pod względem wielkości gmina zajmuje 257. miejsce.